# Pälzer Krischer
Der Karnevalsorden Pälzer Krischer wird durch den ältesten Ludwigshafener Karnevalsverein KV Rheinschanze 1877 e.V. alljährlich an Persönlichkeiten aus Politik, Wirtschaft, Kultur oder Sport verliehen, die sich als sogenannte „Stimme der Pfalz“ verdient gemacht haben. Die Bezeichnung des Ordens basiert auf einem pfälzischen Dialektausdruck.
Ähnlich populäre Orden in der Region sind beispielsweise der Saumagen-Orden und der Bloomaulorden.
Eine fünfköpfige Mundartcombo mit Sitz in Altrip, die sich Die Pälzer Krischer nennt und aus Peter Berg, Hans Peter Gaschott, Lutz und Peter Pfeuffer sowie Walter Schmitt besteht, wurde 2015 mit dem Orden ausgezeichnet.

## Geschichte

### Name
Pälzer Krischer ist ursprünglich ein in der rheinland-pfälzischen Region Pfalz gebräuchlicher Begriff, mit dem auf humorvolle Art Einheimische bezeichnet werden oder sich auch selbst bezeichnen. Der aus dem Dialekt stammende Ausdruck würde hochdeutsch Pfälzer Kreischer heißen. Im speziellen Zusammenhang ist Krischer etwa gleichbedeutend mit Schreier und bezieht sich darauf, dass der Pfälzer angeblich die Eigenart besitzt, seine Stimme recht laut zu betätigen.
Der Begriff findet seit geraumer Zeit sowohl in der pfälzischen Mundartliteratur und -dichtung als auch in der regionalen Musikszene breite Verwendung. So nannte Hanns Glückstein bereits 1924 ein in Mundart geschriebenes Buch Pälzer Krischer – Ernschtes unn Heiteres aus de Palz. Paul Tremmel verfasste das Gedicht Die Gschicht vum Krischer. Verschiedene Mundartcombos sangen und singen über den Necknamen, wobei die Titel das im Dialekt eigentlich unterdrückte f zum Teil auch beibehalten.

### Karnevalsorden
Zu seinem hundertjährigen Bestehen im Jahre 1977 plante der Karnevalsverein Rheinschanze die Herausgabe eines neuen Ordens, mit dem alljährlich eine „Stimme der Pfalz“ ausgezeichnet werden sollte. Als ein passender Name gesucht wurde, stieß man auf den populären Dialektausdruck. Seine übertragene Bedeutung kam an, und der Pälzer Krischer wurde zum meistbegehrten Karnevalsorden der Region.

## Ordensträger
- 1977 Helmut Kohl, späterer Bundeskanzler
- 1978 Fritz Walter, Fußballweltmeister
- 1979 Kurt Dehn, Pfälzer Liedersänger
- 1980 Walter Bruch, Erfinder des PAL-Farbfernsehsystems
- 1981 Pfälzer Weinkehlchen, Kinderchor aus Neustadt an der Weinstraße
- 1982 Rudi Michel, Sportreporter
- 1983 Waldemar Schreckenberger, Staatssekretär im Bundeskanzleramt
- 1984 Werner Ludwig, Oberbürgermeister der Stadt Ludwigshafen am Rhein
- 1985 Elsbeth Janda, Schauspielerin und Moderatorin
- 1986 Theo Becker, Ordensmeister der Pfälzischen Weinbruderschaft
- 1987 Paul Tremmel, Pfälzer Mundartdichter
- 1988 BASF-Männerchor, Gesangverein
- 1989 Hansgeorg Baßler, Rundfunkjournalist
- 1990 Otmar Fischer, Pfarrer und Mundartprediger in Weisenheim am Berg
- 1992 1. FC Kaiserslautern, Deutscher Fußballmeister 1951, 1953, 1991 und 1998
- 1994 Gernot Rumpf, Bildhauer
- 1995 Kurt Biedenkopf, Ministerpräsident des Freistaates Sachsen
- 1996 Otto Georgens, Weihbischof der Diözese Speyer
- 1997 Jürgen Emig, Sportjournalist
- 1998 Claudia Leistner-Pfrengle, Eiskunstläuferin (Vizeweltmeisterin und Europameisterin)
- 1999 Volker Bengl, Opernsänger
- 2000 Markus Merk, FIFA-Schiedsrichter
- 2001 Bernhard Kunz, Presse- und Sportfotograf (Welt-Sportfoto)
- 2002 Kurt Beck, Ministerpräsident des Landes Rheinland-Pfalz
- 2003 Eva Lohse, Oberbürgermeisterin der Stadt Ludwigshafen am Rhein
- 2004 Markus Schächter, ZDF-Intendant
- 2005 Stefanie Tücking, Fernseh- und Radiomoderatorin
- 2006 Peter Jochen Degen, Journalist und Fernsehmoderator
- 2007 Jochen Kneifeld („Heiner Knallinger“), Komiker, Radio- und Fernsehmoderator
- 2008 Bernhard Hoëcker, Schauspieler, Komiker und Moderator
- 2009 Sabine Vitua, Schauspielerin
- 2010 Christian Baldauf, Landespolitiker[5]
- 2011 „Eulen“ Ludwigshafen, Handballmannschaft, 2010 Meister der 2. Bundesliga Süd und Aufsteiger in die Handball-Bundesliga
- 2012 Roland „Rollie“ Müller, Karnevalist und Büttenredner
- 2013 Judith Kauffmann, Journalistin und Moderatorin
- 2014 Frank Petersen, Sänger
- 2015 Die Pälzer Krischer, Sitzungsband
- 2016 Privatbrauerei Gebr. Mayer, Ludwigshafen-Oggersheim
- 2017 Die anonyme Giddarischde, Mundartband
- 2018 Mainzer Hofsänger, Laienchor aus Mainz
- 2020 Jutta Steinruck, Oberbürgermeisterin von Ludwigshafen
- 2022 Harald Schneider, Krimiautor aus Schifferstadt